# Felka
Felka (szlovákul Veľká) egykor önálló város, 1945 óta Poprád településrésze Szlovákiában, az Eperjesi kerület Poprádi járásában.

## Fekvése
Felka Poprád északnyugati városrésze, mely a Felka-patak mellett fekszik.

## Élővilága
Felkán a legutóbbi időkig[mikor?] két gólyafészek volt.

## Nevének eredete
Neve a szlovák veľká (= nagy) melléknévből, határának átlagon felüli nagyságából[forrás?] eredhet, amely a Magas-Tátrába is felnyúlott.

## Története
1268-ban „Vylkam” alakban említik először, 1298-ban „Filka” néven tűnik fel. Az ősi város az 1412-ben Zsigmond által elzálogosított szepesi városok egyike. Már a 15. században gazdag város volt, fejlett kézművessége, főleg kékfestői és ötvösei révén. Lakói mezőgazdasággal, vászonszövéssel, szeszfőzéssel, lótartással foglalkoztak. 1632-től a 19. századig papírgyár működött a településen.
A 18. század végén Vályi András így ír róla: „FELKA. Felk Velka. Egy a’ 16. Szepes Vármegyebéli Városok közzűl, földes ura a’ Királyi Kamara, lakosai katolikusok. Határjának harmad része, ’s réttyeinek is egy része soványas, legelője szoross, fája nintsen elég, mellyek miatt, ámbár más javai vagynak, a’ második Osztályba tétettetett.”
1828-ban 1490 lakosa volt.
Fényes Elek 1851-ben kiadott geográfiai szótárában így ír a városról: „Felka, Fölk, v. Szepes vmegyében, Késmárkhoz 1 1/2 órányira egy síkságon: 208 kath., 1287 evang. német lak. kath. és evang. anyaszentegyház. A városon keresztül folyó Felka patakán egy liszt- s egy fűrészmalom van. Asszonyai sok gyolcsot szőnek. Teplicz felé egy kis fenyőerdeje terjed el, de a lakosok számához képest kevés fát szolgáltat. A város toronyórája nevezetes arról, hogy minden fertályban az órát is ismételi.”
1910-ben 1358-an, többségében szlovákok lakták, jelentős német és magyar kisebbséggel. A trianoni diktátumig Szepes vármegye Szepesszombati járásához tartozott, majd Csehszlovákiához csatolták.
1945-ben csatolták Poprádhoz.

## Nevezetességei
- Szent János apostolnak szentelt római katolikus plébániatemploma a 13-14. században épült kora gótikus stílusban. Oltára és keresztelőmedencéje 1439-ben készült. Szárnyas oltárát ma az esztergomi Keresztény Múzeum őrzi.
- Evangélikus temploma 1817-ben épült. Ekkor épült a zsinagóga is.
- Polgárházai között 17. századiak is vannak.

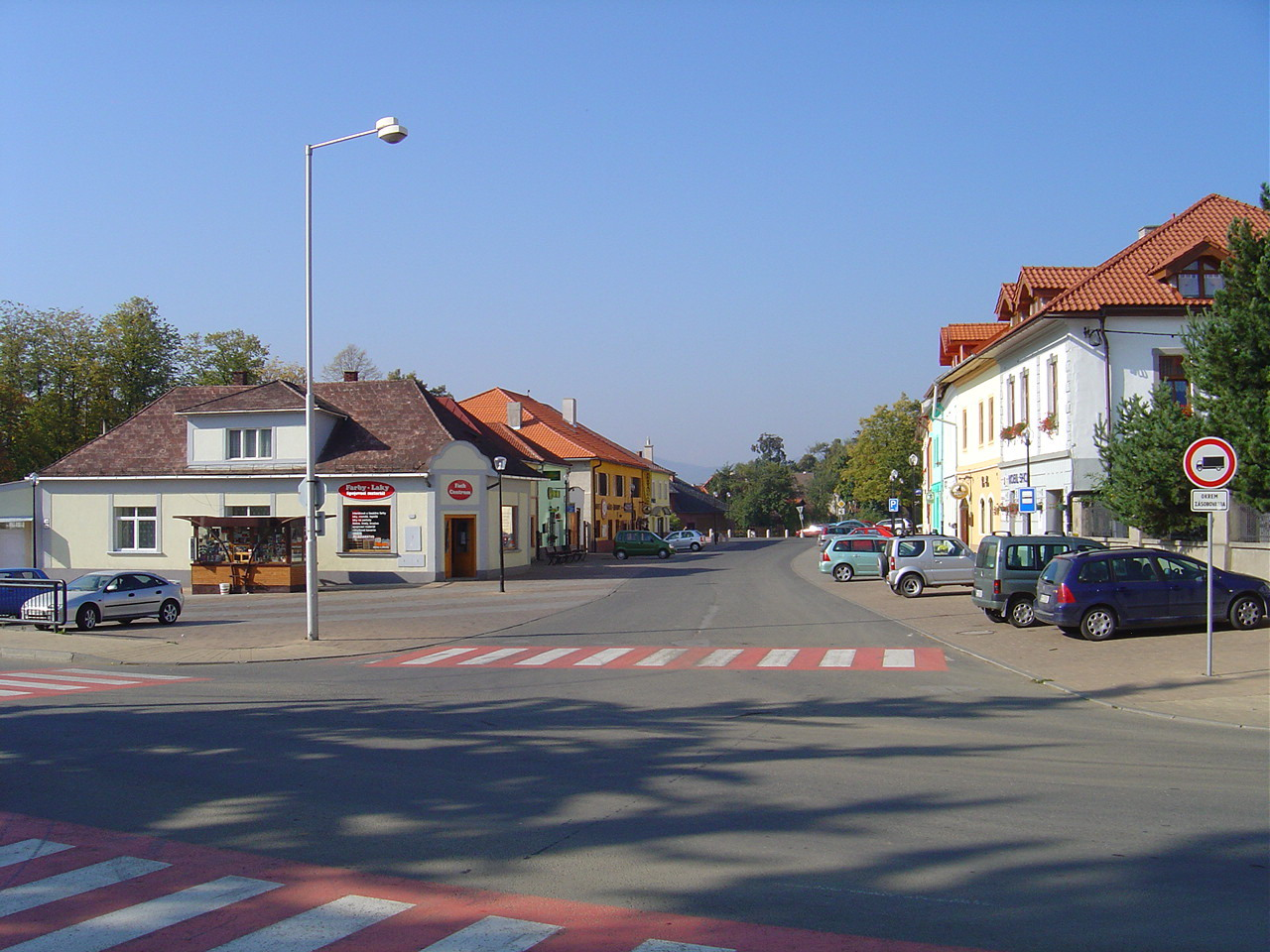
Felka utcarészlet

## Híres emberek
- Itt született 1674. szeptember 28-án Bornagius Pál evangélikus lelkész, egyházi író.
- Itt született 1764-ben Karl Planitz római katolikus prépost-kanonok.
- Itt született 1818. január 17-én Haberern Jonatán teológiai tanár, filozófiai író.
- Itt született 1820. május 3-án Blasy Ede zergevadász, kereskedő és közbirtokos.
- Itt született 1822. január 29-én Lux Jakab orvos-gyógyszerész, 48-as honvéd, a Békés megyei Orvos-Gyógyszerész Egylet alapítója és első elnöke.
- Itt született 1835. április 23-án és itt hunyt el 1895. április 23-án Scherffel Vilmos Aurél flórakutató, gyógyszerész. 1868 és 1870 között a város polgármestere, a felkai Tátra Múzeum alapítója és 14 évig igazgatója volt.
- Itt született 1867. november 27-én Csapó Antonin bencés tanár.[4]
- Itt született 1887. június 29-én Lipták Pál gyógyszerész, egyetemi tanár, a Magyar Gyógyszerésztudományi Társaság alapítója és főtitkára, szakíró.
- Itt hunyt el 1835. november 7-én Klein Sámuel evangélikus lelkész, egyházi író.

## Külső hivatkozások
- Felka a Magas-Tátra honlapján
- A felkai Mária-oltár a Keresztény Múzeum honlapján

## Lásd még
- Poprád
- Mateóc
- Strázsa
- Szepesszombat